# Redcoat Air Cargo
Redcoat Air Cargo è stata una compagnia aerea cargo britannica attiva tra il 1976 e il 1982 con sede a Horley nel Sussex e avente come base operativa l'aeroporto di Luton.

## Storia
La società iniziò ad operare nel 1976 utilizzando un Bristol Britannia noleggiato da Geminair, servendosene per operare dei voli cargo dal Regno Unito all'Africa occidentale. Successivamente acquistò i propri Britannia, molti dei quali erano ex velivoli del Transport Command della Royal Air Force (incluso almeno uno precedentemente operato da Air Faisal), e nel 1979 operava anche dei voli merci per il Ministero della Difesa.
Lo schianto di un Britannia nel 1980 portò all'acquisto di un Canadair CL-44 dalla British Cargo Airlines. Il ritardo nell'acquisto dell'aereo dal curatore fallimentare e i conseguenti problemi al motore portarono a problemi di liquidità e nel 1982 la società entrò in liquidazione volontaria.

## Flotta
- Bristol Britannia[3]
- Canadair CL-44[4]

## Nei media
Nel 1980 uno dei Britannia della compagnia è stato utilizzato nella serie televisiva della BBC Buccaneer, incentrata su una compagnia aerea cargo immaginaria.

## Incidenti
Il 16 febbraio 1980 un Bristol Britannia C Mk.1, identificato dal codice G-BRAC, precipitò poco dopo la partenza dall'aeroporto di Boston-Logan a causa della formazione di ghiaccio e dell'accumulo di neve sull'aereo; sette degli otto occupanti persero la vita, inclusa la moglie di un pilota in servizio presso la RAF Belize.